# 김지석 (배우)
김지석(1981년 4월 21일 ~ )은 대한민국의 배우이다.

## 출연

### 드라마
- 2005년 KBS2 단막극 《드라마시티 -《여름, 이별이야기》》 ... 성엽의 친구 역
- 2006년 SBS 아침 일일연속극 《사랑하고 싶다》 ... 지은우 역
- 2006년 KBS2 월화 미니시리즈 《포도밭 그 사나이》 ... 김경민 역
- 2007년 CGV 4부작 미니시리즈 《커플 브레이킹》 ... 이정재 역
- 2007년 ~ 2008년 KBS1 저녁 일일연속극 《미우나 고우나》 ... 강백호 / 봉백호 역
- 2009년 KBS2 납량특집 단막드라마 《전설의 고향 -《혈귀》》 ... 현 역
- 2010년 KBS2 수목 특별기획 드라마 《추노》 ... 왕손이 역
- 2010년 MBC 월화 미니시리즈 《개인의 취향》 ... 한창렬 역
- 2011년 국군방송 1부작 단막드라마 《행군 시즌 1》 ... 강대산 상병 역
- 2012년 tvN 수목 미니시리즈 《로맨스가 필요해 2012》 ... 신지훈 역
- 2012년 ~ 2013년 SBS 주말 미니시리즈 《청담동 앨리스》 ... 타미홍 역
- 2013년 SBS 주말극장 《원더풀 마마》 ... 고영수 역
- 2013년 KBS2 단막극 《KBS 드라마 스페셜 - 《나에게로 와서 별이 되었다》》 ... 진강석 역
- 2014년 tvN 월화 미니시리즈 《로맨스가 필요해 3》 ... Bar 사장 역 (특별출연)
- 2014년 SBS 주말 미니시리즈 《엔젤 아이즈》 ... 강지운 역
- 2015년 KBS2 수목 특별기획 드라마 《착하지 않은 여자들》 ... 이두진 역
- 2015년 KBS2 월화 미니시리즈 《발칙하게 고고》 ... 양태범 역
- 2016년 tvN 월화 미니시리즈 《또! 오해영》 ... 이진상 역
- 2016년 tvN 월화 미니시리즈 《혼술남녀》 ... 이진상 역 (특별출연)
- 2017년 MBC 월화 특별기획 드라마 《역적 : 백성을 훔친 도적》 ... 연산군 역
- 2017년 tvN 월화 미니시리즈 《내성적인 보스》 ... 당유희의 남편 역 (특별출연)
- 2017년 웹 드라마 《아이리시 어퍼컷》 ... 우시형 역
- 2017년 MBC 월화 미니시리즈 《20세기 소년소녀》 ... 공지원 역
- 2018년 tvN 금요 미니시리즈 《톱스타 유백이》 ... 유백 역
- 2019년 KBS2 수목 미니시리즈 《동백꽃 필 무렵》 ... 강종렬 역
- 2020년 tvN 월화 미니시리즈 《(아는 건 별로 없지만) 가족입니다》 ... 박찬혁 역
- 2021년 tvN 월화 미니시리즈 《어느 날 우리 집 현관으로 멸망이 들어왔다》 ... 조대한 역
- 2021년 JTBC 수목 미니시리즈 《월간 집》 ... 유자성 역
- 2022년 DISNEY+ 오리지널 시리즈 《키스 식스 센스》 ... 이필요 역
- 2023년 JTBC 수목 미니시리즈 《이 연애는 불가항력》 ... 박주원 역 (특별출연)
- 2023년 ENA 오리지널 시리즈 《신병 시즌 2》 ... 오승윤 역
- 2025년 TBA 드라마 《그래, 이혼하자》 ... 지원호 역

### 시트콤
- 2004년 MBC 명랑가족시트콤 《아가씨와 아줌마 사이》
- 2004년 ~ 2005년 MBC 저녁 청춘시트콤 《논스톱 5》
- 2006년 ~ 2007년 KBS2 목요 청춘시트콤 《일단 뛰어》 ... 배만수 역

### 영화
| 연도 | 제목                     | 역할         | 비고     |
| ---- | ------------------------ | ------------ | -------- |
| 2005 | 《그녀의 이름은.. DHR7》 | 동국         |          |
| 2005 | 《연애술사》             | 윤우석       |          |
| 2005 | 《서울공략》             | 조폭 부하    |          |
| 2006 | 《미녀는 괴로워》        | 숯검댕이     | 특별출연 |
| 2008 | 《눈에는 눈 이에는 이》  | 송유곤       |          |
| 2008 | 《당신이 잠든 사이에》   | 엘리베이터남 | 특별출연 |
| 2009 | 《국가대표》             | 강칠구       |          |
| 2010 | 《아빠가 여자를 좋아해》 | 준서         |          |
| 2012 | 《두 개의 달》           | 석호         |          |
| 2013 | 《파파로티》             | 진상손님     | 특별출연 |

### 뮤직 비디오
- 2004년 '김형중 - 그녀가 웃잖아'
- 2007년 '성아 - 사랑했었는데'
- 2009년 '러브홀릭스 - 아픔'
- 2009년 '할라 맨 - 이렇게 좋은 날에도'
- 2013년 '이승철 - 사랑하고 싶은 날'

## 음반
- 2001년 리오 1집 《The First Album》
- 2007년 KBS 미우나 고우나 OST - '독.불.장.군'

## 예능
| 연도 | 방송사     | 제목                                       | 역할           | 날짜                              | 비고        |
| ---- | ---------- | ------------------------------------------ | -------------- | --------------------------------- | ----------- |
| 2005 | SBS        | 《일요일이 좋다 - 실제상황 X맨》           | 게스트         | 7월 17일                          |             |
| 2005 | SBS        | 《일요일이 좋다 - 실제상황 X맨》           | 게스트         | 7월 24일                          |             |
| 2005 | SBS        | 《일요일이 좋다 - 실제상황 X맨》           | 게스트         | 7월 31일                          |             |
| 2006 | SBS        | 《실제상황 토요일 - 리얼 로망스 연애편지》 | 게스트         | 10월 21일                         | 153회       |
| 2008 | SBS        | 《인터뷰 게임》                            | MC             | 2008년 6월 24일 ~ 2009년 2월 10일 |             |
| 2009 | SBS        | 《인터뷰 게임》                            | MC             | 2008년 6월 24일 ~ 2009년 2월 10일 |             |
| MBC  | 《놀러와》 | 게스트                                     | 7월 27일       | 253회                             |             |
| 2012 | SBS        | 게스트                                     | 《강심장》     | 4월 17일                          | 126회       |
| 2013 | SBS        | 게스트                                     | 《화신》       | 5월 28일                          | 15회        |
| 2014 | SBS        | 게스트                                     | 《런닝맨》     | 3월 23일                          | 190회       |
| 2015 | KBS2       | 게스트                                     | 《해피투게더》 | 2월 25일                          | 387회       |
| 2015 | tvN        | 《뇌섹시대 - 문제적남자》                  | 고정패널       | 15년 2월 26일 ~ 현재              | ..          |
| 2016 | MBC        | 《황금어장 라디오스타》                    | 게스트         | 5월 25일                          | 430회       |
| 2018 | MBC EVERY1 | 《고민말고 GO》                            | 고정출연       | 2월 28일 ~ 3월 21일               |             |
| 2019 | SBS        | 《런닝맨》                                 | 게스트         | 4월7일-4월14일                    | 446회,447회 |
| 2019 | tvN        | 《대탈출2》                                | 특별출연       | 6월27일                           |             |
| 2021 | JTBC       | 《아는형님》                               | 게스트         | 6월 12일                          | 284회       |
| 2022 | tvN        | 《식스센스3》                              | 게스트         |                                   |             |
| 2023 | MBC        | 《황금어장 라디오스타》                    | 게스트         | 8월 23일                          | 831회       |
| 2024 | JTBC       | 《배우반상회》                             | 고정패널       | 1월 23일                          |             |
| 2024 | ENA        | 《현무카세》                               | 고정출연       | 7월 11일                          |             |

## 광고
- 2022년 SK텔레콤 T우주 - 백돌이 탈출을 꿈꾸는 나만의 구독 유니버스
- 2022년 환경부 제4차 미세먼지 계절관리제 홍보 캠페인

## 수상 및 후보
| 연도 | 시상식                      | 부문                           | 작품                              | 결과 |
| ---- | --------------------------- | ------------------------------ | --------------------------------- | ---- |
| 2007 | KBS 연기대상                | 남자 신인연기상                | 미우나 고우나                     | 수상 |
| 2007 | KBS 연기대상                | 일일극부문 남자 우수연기상     | 미우나 고우나                     | 후보 |
| 2007 | KBS 연기대상                | 남자 네티즌상                  | 미우나 고우나                     | 후보 |
| 2007 | KBS 연기대상                | 베스트 커플상 (with 한지혜)    | 미우나 고우나                     | 후보 |
| 2008 | 제44회 백상예술대상         | TV부문 남자 신인연기상         | 미우나 고우나                     | 후보 |
| 2009 | 제17회 이천춘사대상영화제   | 공동연기상                     | 국가대표                          | 수상 |
| 2009 | 제32회 황금촬영상           | 신인남우상                     | 국가대표                          | 수상 |
| 2009 | 제30회 청룡영화상           | 신인남우상                     | 국가대표                          | 후보 |
| 2010 | 제46회 백상예술대상         | 영화부문 남자신인연기상        | 국가대표                          | 후보 |
| 2012 | 병무청                      | 감사패                         | 빈칸                              | 수상 |
| 2013 | SBS 연기대상                | 미니시리즈부문 남자 우수연기상 | 청담동 앨리스                     | 후보 |
| 2014 | SBS 연기대상                | 중편드라마부문 남자 특별연기상 | 엔젤 아이즈                       | 후보 |
| 2015 | KBS 연기대상                | 남자 조연상                    | 발칙하게 고고, 착하지 않은 여자들 | 후보 |
| 2016 | tvN10 어워즈                | 신스틸러 (남자)                | 또 오해영                         | 후보 |
| 2016 | tvN10 어워즈                | 투스타상                       | 또 오해영, 문제적 남자            | 후보 |
| 2017 | 제11회 케이블TV 방송대상    | 인기스타상                     | 또 오해영                         | 수상 |
| 2017 | 제11회 케이블TV 방송대상    | 베스트 커플상 (with 예지원)    | 또 오해영                         | 수상 |
| 2017 | 제10회 코리아 드라마 어워즈 | 남자 최우수연기상              | 역적 : 백성을 훔친 도적           | 수상 |
| 2017 | 제1회 더 서울어워즈         | 드라마부문 남우조연상          | 역적 : 백성을 훔친 도적           | 후보 |
| 2017 | MBC 연기대상                | 월화극부문 남자 최우수연기상   | 20세기 소년소녀                   | 수상 |
| 2019 | KBS 연기대상                | 중편드라마부문 남자 우수연기상 | 동백꽃 필 무렵                    | 수상 |
| 2019 | KBS 연기대상                | 남자 네티즌상                  | 동백꽃 필 무렵                    | 후보 |
| 2019 | KBS 연기대상                | 베스트 커플상 (with 김강훈)    | 동백꽃 필 무렵                    | 후보 |